# Zaśkiewicze (przystanek kolejowy)
Zaśkiewicze (biał. Заскавічы, ros. Засковичи) – przystanek kolejowy w miejscowości Zaśkiewicze, w rejonie mołodeczańskim, w obwodzie mińskim, na Białorusi. Leży na linii Mińsk - Wilno.